# Boris Berman (pianista)
Boris Berman, nacido en Moscú el 3 de abril de 1948, es un pianista y pedagogo judío ruso.

## Biografía
Berman fue alumno de Lev Oborin en el Conservatorio de Moscú. Debutó en concierto en Moscú en 1965. Como clavecinista participó en un conjunto de música antigua, en ese momento el único de Rusia. Al mismo tiempo trabajó con compositores contemporáneos como Alfred Schnittke y Edison Denisov. Participó en las primeras interpretaciones rusas de obras de Arnold Schoenberg, Karlheinz Stockhausen, Luciano Berio y György Ligeti. También fue solista invitado de varias orquestas, incluida la Filarmónica de Moscú y la Orquesta de Cámara de Moscú.
En 1973 se le permitió salir de la Unión Soviética hacia Israel. En 1979 emigró a los Estados Unidos y desde entonces ha enseñado en la Universidad de Boston, la Universidad Brandeis y la Universidad de Indiana. Después fue el director del Departamento de Piano de la Escuela de Música de Yale. Fue director fundador de la serie de conciertos Music Spectrum en Israel (1975–84) y de la serie de conciertos Yale Music Spectrum en Estados Unidos (1984–1997). En 2005, fue nombrado Profesor Honorario del Conservatorio de Shanghái y en 2013 Profesor Honorario del Real Conservatorio Danés de Copenhague.
Ha aparecido en numerosos conciertos y festivales en todo el mundo con artistas y grupos como Mischa Maisky, Heinz Holliger, Aurèle Nicolet, Shlomo Mintz, György Pauk, Ralph Kirshbaum, Frans Helmerson, Claude Frank, Peter Frankl, Natalia Gutman, Cuarteto de Tokio, Cuarteto Vermeer, The Netherland Wind Ensemble, la Orquesta Real del Concertgebouw, Orquesta de la Gewandhaus, Philharmonia (Londres), Sinfónica de Toronto, Filarmónica de Israel, Orquesta de Minnesota, Sinfónica de Detroit, Sinfónica de Houston, Sinfónica de Atlanta, Filarmónica de San Petersburgo y Orquesta Nacional Real de Escocia.
También imparte regularmente clases magistrales en todo el mundo y ha sido invitado a formar parte de jurados en concursos estadounidenses e internacionales, incluidos los de Leeds (Reino Unido), Dublín (Irlanda), Shanghái y el Concurso Arthur Rubinstein de Tel-Aviv.

## Grabaciones notables
Ha publicado grabaciones en varios sellos discográficos, incluidos Philips, Deutsche Grammophon y Melodiya. Sus álbumes incluyen:
- Edición en 2 CD de sonatas para piano de Aleksandr Skriabin
- Recital de obras para piano de Shostakovich (Ottavo), que recibió el premio Edison Classic en Holanda
- Edición en 9 CD de las obras completas para piano de Serguéi Prokófiev (Chandos). Fue el primer pianista en grabar todas las obras para piano solo de Prokófiev.
- Recitales de Debussy, Stravinski y Schnittke, música de cámara de Janáček y un Concierto de Stravinsky (con la Orchestre de la Suisse Romande bajo la dirección de Neeme Järvi (todos editados por Chandos)
- Debussy para niños (Ottavo)
- 2 lanzamientos de obras para piano preparado de John Cage (Naxos), que fue nombrada Mejor Grabación por la BBC Music Magazine
- Quintetos para piano de Shostakovich y Schnittke con el Vermeer Quartet (Naxos), nominado al Grammy
- Una grabación de Ragtimes de Scott Joplin ( Ottavo )
- Sequenza IV para piano como parte de la colección Naxos de Sequenzas completas de Luciano Berio
- Sonatas de Brahms con el violonchelista Clive Greensmith (Biddulph), en las que utilizó un piano Bechstein de 1867

## Obras escritas
También ha escrito varias obras sobre técnica pianística y grabación de piano, entre ellas:
- "Notas desde el banco del pianista" (Yale University Press) publicado en 2000
- "Sonatas para piano de Prokofiev: una guía para el oyente y el intérprete" (Yale University Press) publicado en 2008
- Una edición bilingüe de las partituras de las sonatas para piano de Prokofiev (Shanghai Press) publicada en 2011.